# Salah Chaoua
Salah Chaoua, né le 24 août 1946 à Tunis (El Menzah) et mort le 11 août 2020, est un footballeur tunisien.
Il évolue au poste d'attaquant au sein du Club africain, puis d'Al Medina Tripoli (Libye) comme joueur puis comme entraîneur des jeunes.

## Carrière
- 1962-1971 : Club africain (Tunisie)[2]
- 1971-1977 : Al Medina Tripoli (Libye)

## Palmarès
- Champion de Tunisie : 1964, 1967
- Vainqueur de la coupe de Tunisie : 1965, 1967, 1968, 1969, 1970
- Vainqueur de la coupe du Maghreb des vainqueurs de coupe : 1971
- Championnat de Libye : 1976
- Vainqueur de la coupe de Libye : 1977

## Sélections
- 6 matchs internationaux[2] :
  - 18 décembre 1966 : Tunisie - Yougoslavie olympique (2-1)
  - 25 décembre 1966 : Tunisie - URSS militaire (1-2)
  - 13 septembre 1967 : Tunisie - Turquie (1-1, Jeux méditerranéens de 1967)
  - 14 septembre 1967 : Tunisie - Espagne (1-1, Jeux méditerranéens de 1967)
  - 5 novembre 1967 : Tunisie - Maroc (1-1, éliminatoires des Jeux olympiques d'été de 1968)
  - 26 novembre 1967 : Tunisie - Maroc (0-0, éliminatoires des Jeux olympiques d'été de 1968)
- 12 matchs de préparation contre des équipes européennes entre le 4 décembre 1966 et le 15 octobre 1968